# 蘭巴島 (昔德蘭群島)

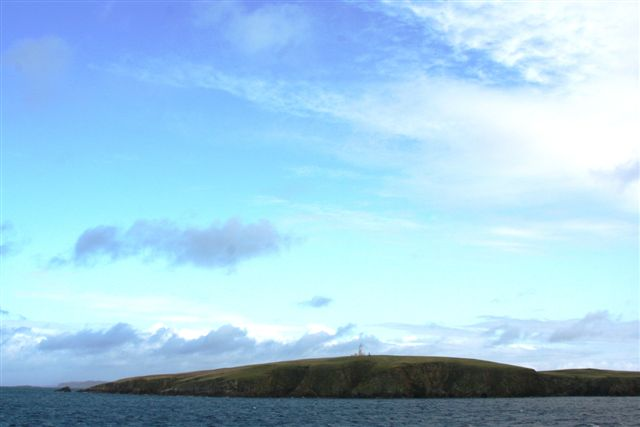

蘭巴島是蘇格蘭的島嶼，位於大西洋海域，距離薩洛姆灣（Sullom Voe）1.5公里，屬於昔德蘭群島的一部分，面積0.43平方公里，最高點海拔高度35米，島上無人居住。
60°31′00″N 1°17′26″W / 60.516581°N 1.290622°W